# Rhapsodie über ein Thema von Paganini (Rachmaninow)
Die Rhapsodie über ein Thema von Paganini schrieb der russische Komponist Sergei Rachmaninow im Sommer des Jahres 1934 innerhalb weniger Wochen in seiner Villa «Senar» am Vierwaldstättersee. Sein Opus 43 wurde am 7. November 1934 in Baltimore mit Rachmaninow am Flügel und dem Philadelphia Orchestra unter Leopold Stokowski uraufgeführt.

## Die Hauptthemen
Das Stück besteht aus 24 Variationen über ein Thema, das Niccolò Paganini im letzten seiner 24 Capricci für Solovioline selbst als Ausgangspunkt einer Variationenfolge verwendet hatte. Immer wieder diente diese Melodie verschiedenen Komponisten als Vorlage, darunter auch Johannes Brahms (Variationen über ein Thema von Paganini (Brahms)) und Franz Liszt (Grandes études de Paganini).
In einigen Variationen (besonders in Var. VII, X und XXIV) verwendet Rachmaninow eine weitere, viel ältere Melodie: die Sequenz «Dies irae», einst fester Bestandteil der lateinischen Totenmesse. Dieses Thema verwendete Rachmaninow immer wieder in seinen Werken. So erscheint es z. B. in allen Sinfonien, den Sinfonischen Tänzen, in der sinfonischen Dichtung Die Toteninsel, in der ersten Klaviersonate.
Die Kombination eines Paganini-Themas mit dem «Dies irae» veranlasst zur Suche nach einem programmatischen Hintergrund des Werkes. Tatsächlich äußerte sich Rachmaninow in einem Brief an Michail Fokine zu einem Programm hinter der Musik: Der Legende nach verkaufte der große Geiger seine Seele an den Teufel, um Perfektion auf seinem Instrument und die Liebe einer Frau zu erlangen. Das «Dies irae»-Motiv steht dabei für den Teufel, das Paganini-Thema für den komponierenden Geiger selbst. Fokine erstellte auf dieser Basis gemeinsam mit Rachmaninow eine Ballett-Choreographie zur Rhapsodie, welche ebenfalls großen Erfolg hatte.

## Aufbau
Das Werk beginnt mit einer kurzen Introduktion, bei der durch die Wiederholung des Hauptmotivs in immer höheren Oktaven sowie übermäßigen Dreiklängen eine dramatische Steigerung aufgebaut wird. Noch vor dem Thema folgt die 1. Variation. Hierbei spielt nur das Orchester. Daran schließt sich nun das Thema an, das von den Violinen des Orchesters (Paganini darstellend) vorgespielt wird. In Variation 2 greift erstmals das Klavier das Thema auf. Die folgenden Variationen 3 bis 6 umspielen das Thema auf immer neue Weise, allerdings werden das relativ schnelle Tempo und die Haupttonart a-Moll beibehalten.
In Variation 7 wird dann – in langsamem Tempo – das Dies Irae vorgestellt. Das Hauptmotiv des Themas wird dazu in langsamer Form vom Fagott und tiefen Streichern gespielt, sowie in Form kurzer, schneller Einwürfe der Violinen. Rachmaninoff beschreibt es als Dialog des Teufels mit Paganini. Die folgenden Variationen 8 und 9 sind wieder in schnellem Tempo komponiert und stärker vom Paganini-Thema geprägt. Variation 10 behält diese Stimmung bei, verbindet sie nun aber mit dem Dies-Irae-Thema (Entwicklung des Bösen).
Ein neuer Abschnitt, die Liebes-Episoden, beginnt mit der improvisatorischen Variation 11. Variation 12, 14 und 15 bringen viele neue Elemente, das Thema ist kaum erkennbar. In Variation 12 erscheint gem. Rachmaninoff erstmals die Frau. Die 13. Variation lässt das Thema in einem kräftigen Marsch des ganzen Orchesters erklingen, Rachmaninoff beschreibt sie als erstes Gespräch der Frau mit Paganini. In Variation 16 wird das Hauptmotiv immer wieder melancholisch und lyrisch von Bläsern, Klavier und Solovioline vorgetragen. In Variation 17 spielen die Bläser immer wieder stark verlangsamt drei Töne aus dem Thema. In der 18. Variation kehrt Rachmaninow die Bewegungsrichtung des Themas um. In angenehmen Des-Dur stehend, schwingt sie sich zu hochromantischer Gefühlsintensität auf. Diese Variation hat auch außerhalb des Gesamtwerks große Bekanntheit erlangt und wurde auch in vielen Filmen verwendet.
Mit Variation 19 kehrt Rachmaninow wieder zur Ausgangstonart a-Moll sowie zum anfänglich schnellen Tempo und dem Paganini-Thema in seiner ursprünglichen Form zurück. Rachmaninoff zufolge stellt sie Paganinis Geigenkunst dar. Das Tempo wird nun Variation für Variation gesteigert. Ansonsten ähneln die folgenden Variationen den ersten sechs. In Variation 22 schweift das Stück noch einmal in Es-Dur ab und zitiert sogar das schwärmerische Thema aus Variation 18, bevor es auf einen fulminanten Schluss zuläuft. Am Anfang von Variation 23 erscheint letztmals Paganini, bis er endgültig vom Teufel besiegt wird. Kurz vor dem Ende der Variation 24 wird auch das Dies-Irae-Motiv noch einmal dargestellt, danach baut es sich fast zu einem Feuerwerk auf, bevor es dann von zwei Akkorden in pianissimo beendet wird.

## Die Satzbezeichnungen der einzelnen Variationen
- Introduction: Allegro vivace
- Variation I: Precedente
- Tema: L’istesso tempo
- Variation II: L’istesso tempo
- Variation III: L’istesso tempo
- Variation IV: Più vivo
- Variation V: Tempo precedente
- Variation VI: L’istesso tempo
- Variation VII: Meno mosso, a tempo moderato
- Variation VIII: Tempo I
- Variation IX: L’istesso tempo
- Variation X: Poco marcato
- Variation XI: Moderato
- Variation XII: Tempo di minuetto
- Variation XIII: Allegro
- Variation XIV: L’istesso tempo
- Variation XV: Più vivo scherzando
- Variation XVI: Allegretto
- Variation XVII: Allegretto
- Variation XVIII: Andante cantabile
- Variation XIX: A tempo vivace
- Variation XX: Un poco più vivo
- Variation XXI: Un poco più vivo
- Variation XXII: Un poco più vivo (Alla breve)
- Variation XXIII: L’istesso tempo
- Variation XXIV: A tempo un poco meno mosso